# Béla Várady
Béla Várady (Borsod-Abaúj-Zemplén, 12 de abril de 1953 - Ibídem, 23 de enero de 2014) fue un jugador de fútbol húngaro que jugaba en la demarcación de delantero.

## Biografía
Béla Várady debutó como futbolista en 1970 con el Ózdi Kohász. Tras una temporada fichó por el Vasas SC. Con el club jugó un total de 341 partidos y 174 goles marcados durante las 12 temporadas que permaneció en el club. En 1973 ganó con el club la Copa de Hungría, y cuatro años después hizo lo propio con la Nemzeti Bajnokság I. Además, en dicha temporada, Várady se convirtió en el máximo goleador de la liga con 36 goles, llegando a quedar en la segunda posición de la bota de oro de la misma temporada. Además volvió a ganar la Copa de Hungría en dos ocasiones más, además de la Copa Mitropa. En 1983 se fue traspasado al Tours FC francés, aunque el Feyenoord Rotterdam estuvo a punto de llevárselo. Con el club ganó la Ligue 2 en 1984. Finalmente volvió a fichar por el Vasas SC por una temporada, ganando en la misma de nuevo la Copa de Hungría. En 1986 fichó por el Dunakanyar-Vác FC, con el que ganó la Nemzeti Bajnokság II un año después. Finalmente jugó también para el UFC Pama y para el Magyar Kábel, club en el que se retiró como futbolista en 1990 a los 37 años de edad.
Béla Várady falleció el 23 de enero de 2014 a los 60 años de edad.

## Selección nacional
Várady jugó un total de 36 partidos con la selección de fútbol de Hungría, marcando además un total de 13 goles con la camiseta de la selección entre 1972 y 1982. Participó en los Juegos Olímpicos de Múnich 1972 en fútbol con la selección, llegando a jugar la final, pero no ganando la medalla de oro al perder por 2-1 contra Selección de fútbol de Polonia, consiguiendo de esta manera la medalla de plata. También llegó a jugar la Clasificación para la Eurocopa de 1976, quedando eliminado en la primera fase al quedar la selección en segundo lugar en el grupo 2. Dos años después jugó la Copa Mundial de Fútbol de 1978, quedando eliminado de nuevo en la primera fase al finalizar la selección en último lugar en el grupo 1.

## Clubes
| Club         | País    | Año         | Partidos | Goles |
| ------------ | ------- | ----------- | -------- | ----- |
| Ózdi Kohász  | Hungría | 1970 - 1971 | ¿?       | ¿?    |
| Vasas SC     | Hungría | 1971 - 1983 | 341      | 174   |
| Tours FC     | Francia | 1983 - 1985 | 55       | 12    |
| Vasas SC     | Hungría | 1985 - 1986 | 6        | 0     |
| Váci Izzó    | Hungría | 1986 - 1988 | 21       | 1     |
| UFC Pama     | Hungría | 1988 - 1989 | ¿?       | ¿?    |
| Magyar Kábel | Hungría | 1989 - 1990 | ¿?       | ¿?    |

## Palmarés

### Campeonatos nacionales
| Título               | Club              | País    | Año  |
| -------------------- | ----------------- | ------- | ---- |
| Nemzeti Bajnokság I  | Vasas SC          | Hungría | 1977 |
| Copa de Hungría      | Vasas SC          | Hungría | 1973 |
| Copa de Hungría      | Vasas SC          | Hungría | 1981 |
| Copa de Hungría      | Vasas SC          | Hungría | 1986 |
| Copa Mitropa         | Vasas SC          | Hungría | 1983 |
| Nemzeti Bajnokság II | Dunakanyar-Vác FC | Hungría | 1987 |
| Ligue 2              | Tours FC          | Francia | 1984 |

### Campeonatos internacionales
| Título                                   | Club                           | País    | Año  |
| ---------------------------------------- | ------------------------------ | ------- | ---- |
| Subcampeón en los JJ. OO. de Múnich 1972 | Selección de fútbol de Hungría | Hungría | 1972 |

### Distinciones individuales
| Título                                    | Club     | País    | Año  |
| ----------------------------------------- | -------- | ------- | ---- |
| Máximo goleador de la Nemzeti Bajnokság I | Vasas SC | Hungría | 1977 |